# Sörvikstjärnen, Hälsingland
Sörvikstjärnen är en sjö i Ljusdals kommun i Hälsingland och ingår i Ljusnans huvudavrinningsområde. Sjöns area är 0,0043 kvadratkilometer och den befinner sig 333 meter över havet.